# Поліція Угорщини
Угорська поліція (угор. Rendőrség, досл. «поліція», угорська вимова: [ˈrɛndøːrʃeːɡ] ⓘ) — національне цивільне правоохоронне відомство Угорщини у підпорядкуванні Міністерства внутрішніх справ цієї країни. Засноване за часів Угорської Народної Республіки в 1955 році виступало в ролі характерної для країн соцтабору міліції, офіційно називаючись поліцією Угорської Народної Республіки (угор. Magyar Népköztársaság Rendőrsége).

## Історія

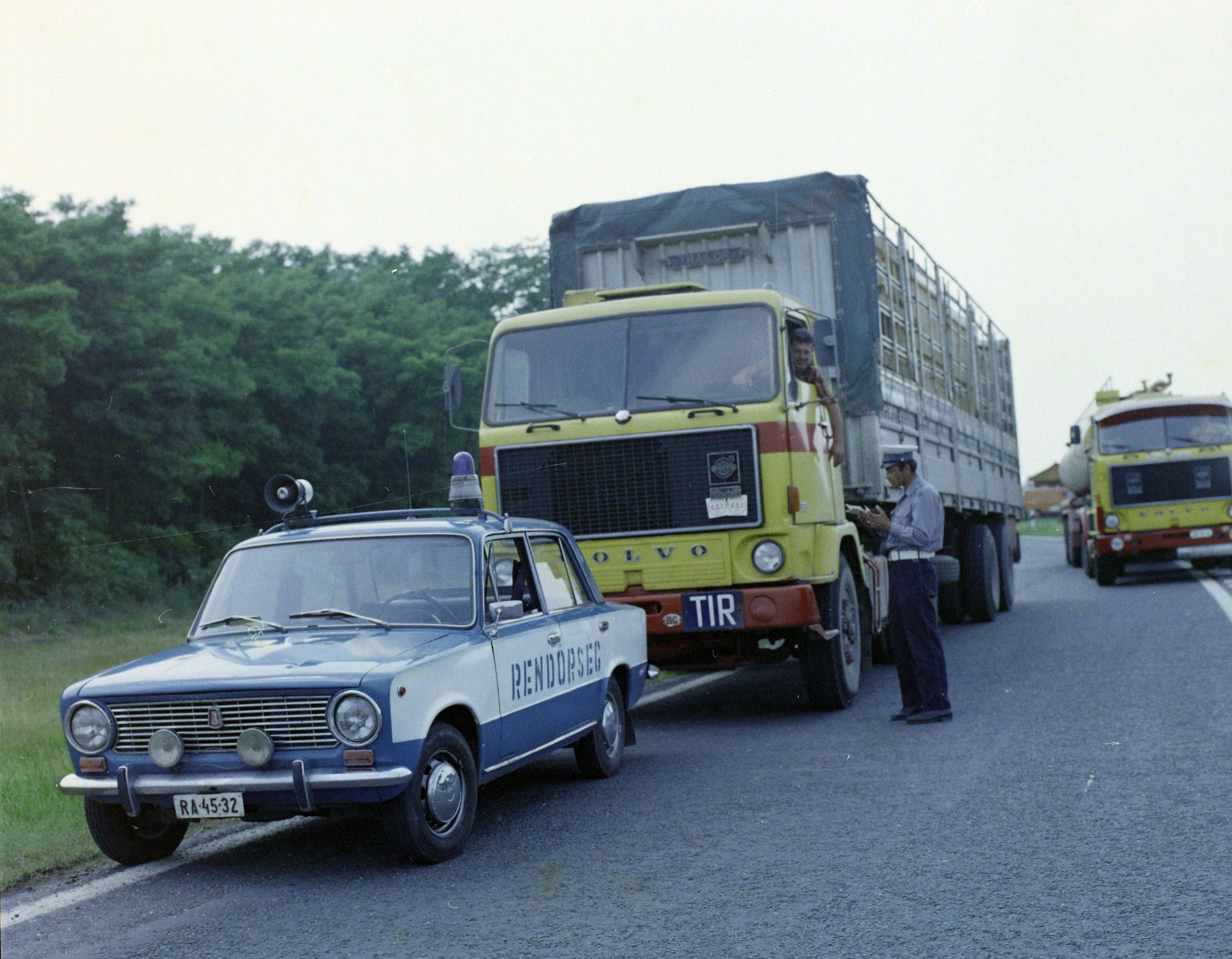
Дорожній огляд угорської поліції (1978)

Початки угорської поліції сягають часів Угорської революції 1848—1849 років. У 1881 році розпочала свою діяльність Угорська королівська поліція (угор. Magyar Királyi Csendőrség). Вона підпорядковувалася міністру внутрішніх справ і міністрові війни. До 1910 року чисельність жандармів перевищила 10 тисяч осіб. 1921 року запроваджено посаду начальника національної поліції.
В Угорській Народній Республіці поліція існувала з 1955 до 1990 року, після чого її розпустили і в тому самому році знову створили в теперішній формі.
До 2006 року угорська поліція діяла під керівництвом Міністерства внутрішніх справ. У 2006—2010 роках керівним органом поліції, до якої 31 грудня 2007 року влилася Прикордонна служба, було Міністерство юстиції та правоохоронних органів Угорщини.

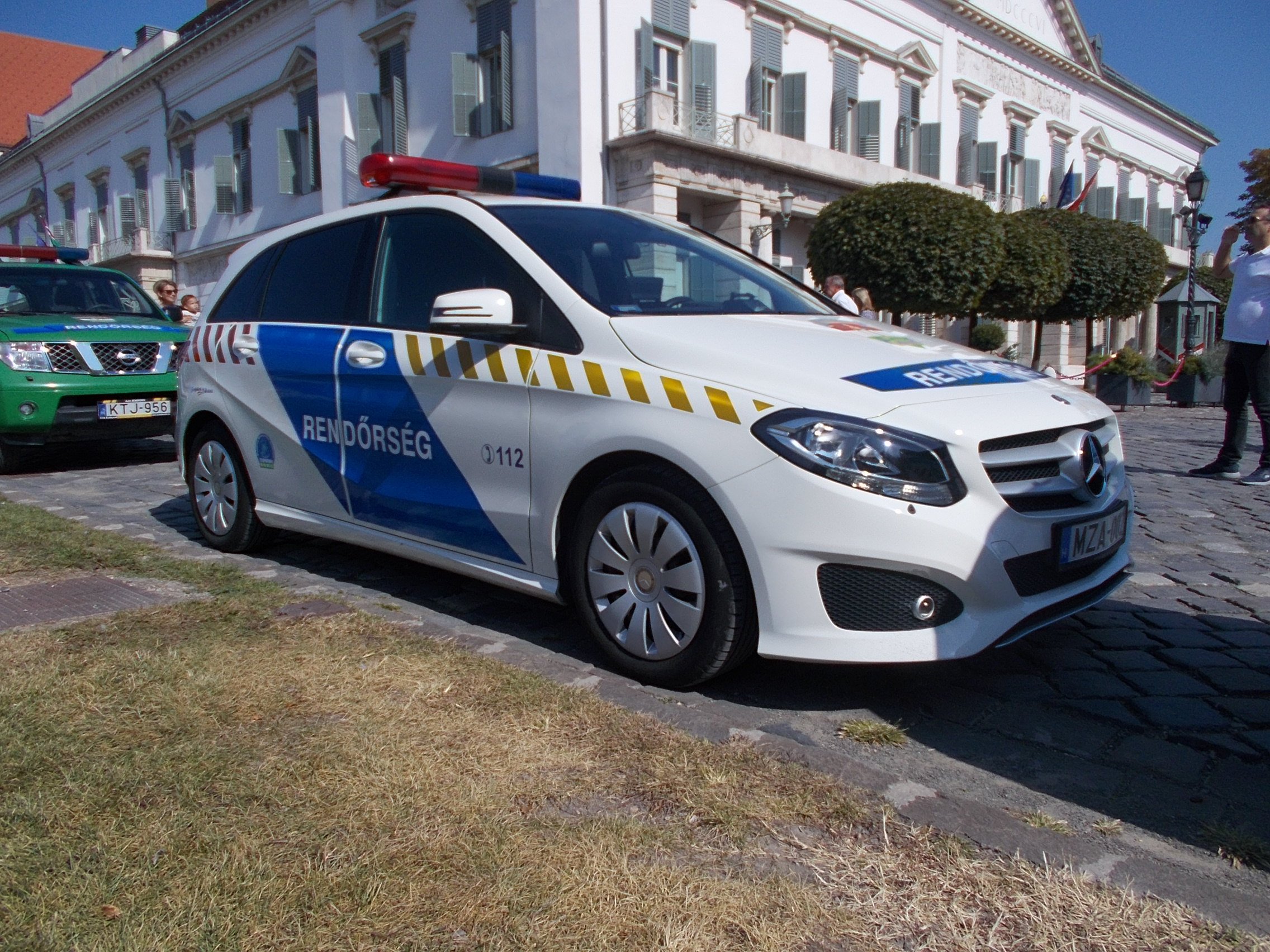
Патрульний автомобіль Mercedes-Benz B-Класу

1 січня 2008 року парламент ухвалив поправку, згідно з якою Прикордонну службу було об'єднано з національною поліцією, якій було передано майно, транспортні засоби та іншу власність Прикордонної служби. Пізніше поліція створила департамент прикордонної поліції, який забезпечує охорону кордону шляхом виявлення та запобігання нелегальній міграції.
2010 року уряд відновив Міністерство внутрішніх справ.
1 липня 2010 року уряд вирішив створити центр боротьби з тероризмом (Контртерористичний центр), який відповідав би за запобігання терористичним атакам, захист урядовців і виконання функцій розвідувальної служби. У 2011 році уряд створив Управління з питань захисту Конституції, Службу національної безпеки (NBSZ) і Національну службу оборони (NVSZ). Всіма цими новими відомствами керує Міністерство внутрішніх справ.
1 липня 2012 року уряд розпустив Республіканський полк, який відповідав за охорону урядовців.

## Структура і підвідомчі органи

Колишній логотип Прикордонної служби

Центральне керівництво поліції перебуває у столиці, керівництво на місцях здійснюється через окружні управління. До органів загальнодержавного значення також належать Національне бюро розслідувань (за зразком ФБР), Контртерористичний центр (важко озброєні командос), підрозділ швидкого реагування на випадок масових заворушень (угор. Készenléti Rendőrség) і Бюро пропаганди.
До органів поліції зараховують Управління виконання покарань, Управління захисту від стихійних лих і парламентську охорону.
Контртерористичним центром і неоднозначною Службою національної оборони управляє Міністерство внутрішніх справ.
Діє також Управління з захисту конституції, що зазвичай проводить таємні розслідування проти організованих злочинних груп, які загрожують національній безпеці. Нині йому надано і право заарештовувати людей.